# Dentallegierung
Dentallegierungen sind Legierungen definierter Zusammensetzungen, die in der Zahnmedizin verwendet werden.

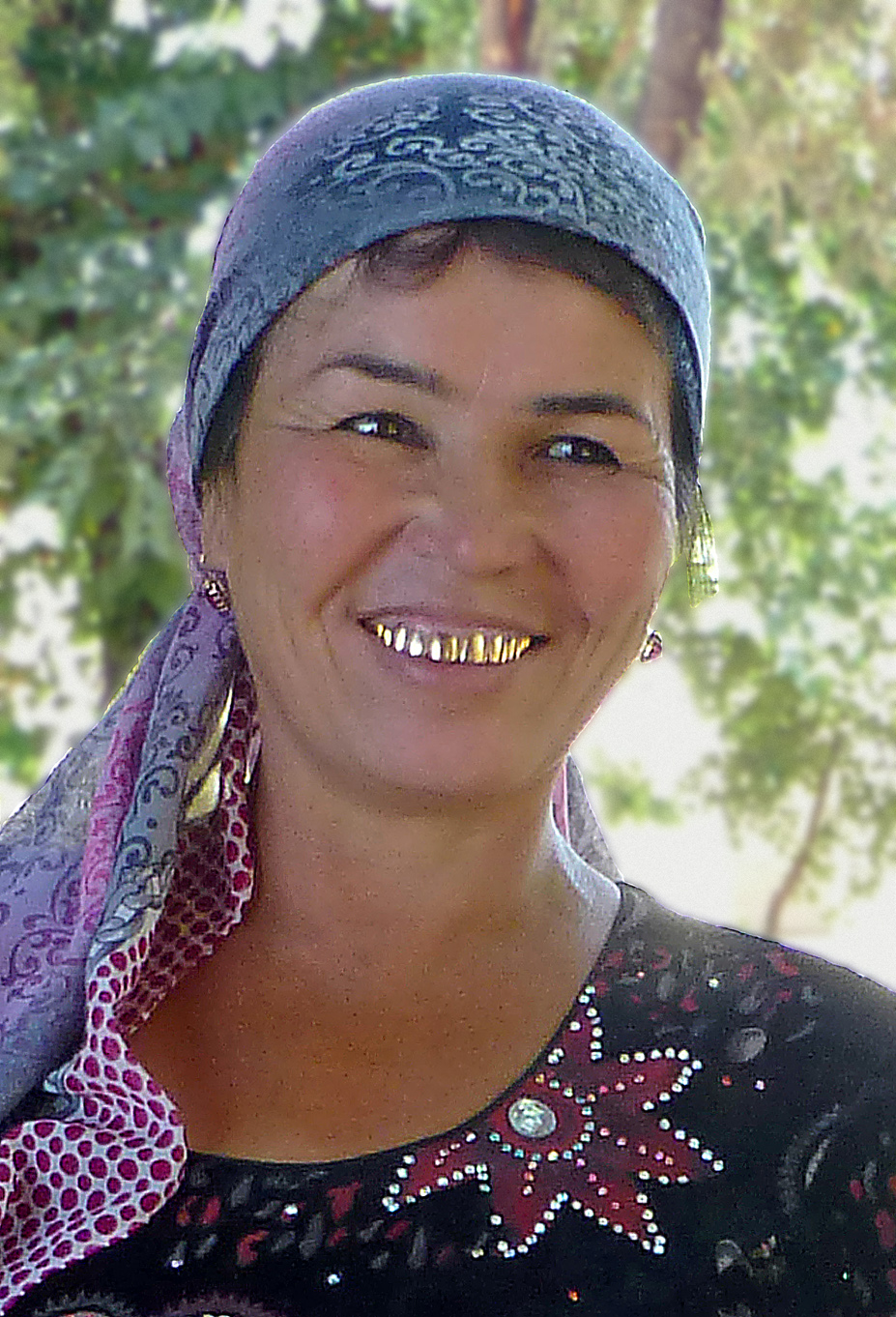
Goldzähne aus Dentalgold (Usbekistan)

## Dentalnormen
Für Dentallegierungen gelten folgende Normen:
- DIN EN ISO 22674:2016-09 Zahnheilkunde – Metallische Werkstoffe für festsitzenden und herausnehmbaren Zahnersatz und Applikationen. Diese Norm fasst einige ältere Normen (s. u.) zusammen.
- DIN EN ISO 1562 Zahnheilkunde – Goldgusslegierungen für Legierungen mit einem Edelmetallanteil von mehr als 75 %.[2]
- DIN EN ISO 8891 für Legierungen mit einem Edelmetallanteil zwischen 25 % und 75 %.[2]
- DIN EN ISO 969327 für Legierungen zur Herstellung Metallkeramik (VMK) (Aufbrennlegierung).
- DIN EN ISO 6871-1 Edelmetallfreie Dental-Gußlegierungen – Teil 1: Kobalt-Basis-Legierungen[2]
- DIN EN ISO 22674 CoCrMo-Modellgußlegierungen[2]
- DIN EN ISO 15841 Zahnheilkunde – Drähte für die Kieferorthopädie[3]
- DIN EN ISO 10271 Zahnheilkunde – Korrosionsprüfverfahren für metallische Werkstoffe[4]
- DIN EN 29333 Zahnheilkunde – Hartlote und DIN EN ISO 9333 Zahnheilkunde – Dentallote[5]

### Einteilung
Einteilung von Edelmetall-Gusslegierungen gemäß den Normen DIN EN ISO 1562 und DIN EN ISO 8891:
- Typ 1: niedrige Festigkeit – für Gussobjekte, die nur sehr wenig belastet werden (z. B. Inlays).
- Typ 2: mittlere Festigkeit – für Gussobjekte, die einer moderaten Belastung ausgesetzt werden (z. B. Dreiviertelkronen, Onlays, Brückenanker, Pontics, Vollgusskronen und Sättel).
- Typ 3: hohe Festigkeit – für Gussobjekte, die stark belastet werden (z. B. Inlays, dünne Dreiviertelkronen, dünne Facettenrücken, gegossene Platten, Pontics, Vollgusskronen und Sättel).
- Typ 4: extra hohe Festigkeit – für Gussobjekte, die sehr hohen Belastungen ausgesetzt werden und dünne Querschnitte aufweisen (z. B. Sättel, Stege, Klammern, Teleskopkronen, Kappen. Einstückgüsse und Modellgussgerüste).

## Geschichte

### Frühe Funde

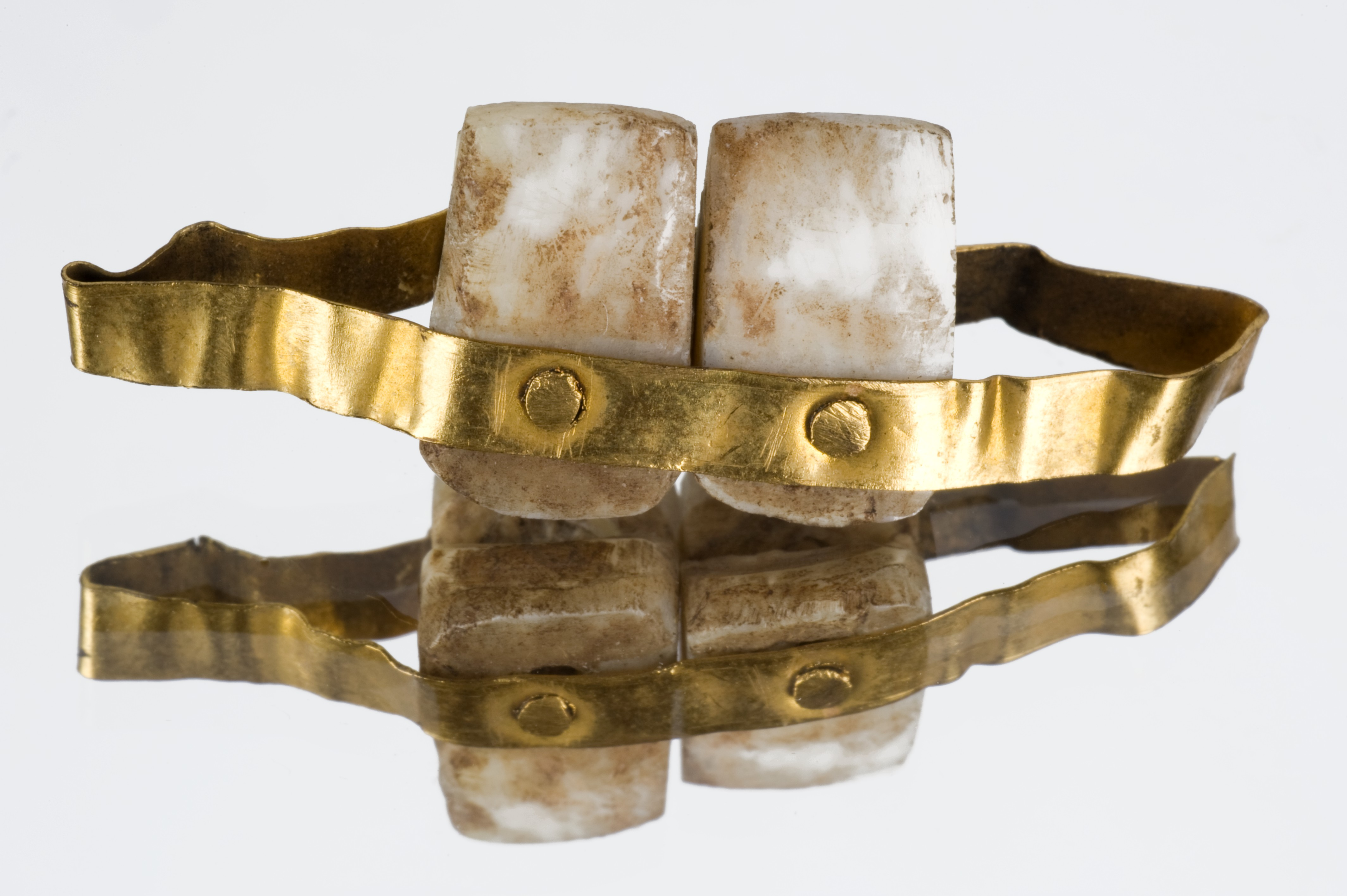
Nachbildung eines phönizischen Zahnersatzes aus Sidon, etwa 700 v. Chr., World Museum Liverpool, Sammlung Mayer

Im Jahr 2700 v. Chr. sollen Zähne mit dünnem Blattgold dekorativ bedeckt worden sein, wie sich aus Funden einer Grabanlage aus der Zeit um 2700 v. Chr. (Hili Tomb) in der Sammlung Hili Archaeological Park im Al Ain National Museum in Abu Dhabi ergibt. Es ist eines der letzten Überbleibsel der mysteriösen Umm al-Nar-Kultur, die zwischen 3000 und 2000 v. Chr. erstmals in der Region eine größere Zivilisationsepoche begründete. Schon 1000 v. Chr. benutzten die Chinesen Zahnfüllungen aus feinstem Blattgold, das in die Karieslöcher gestampft wurde. Die ersten prothetischen Arbeiten wurden im Jahr 500 v. Chr. von den Phöniziern angefertigt. In Osteuropa, beispielsweise in Tadschikistan und im Orient galten Goldzähne in der Front als Zeichen von Reichtum.

### 19. Jahrhundert

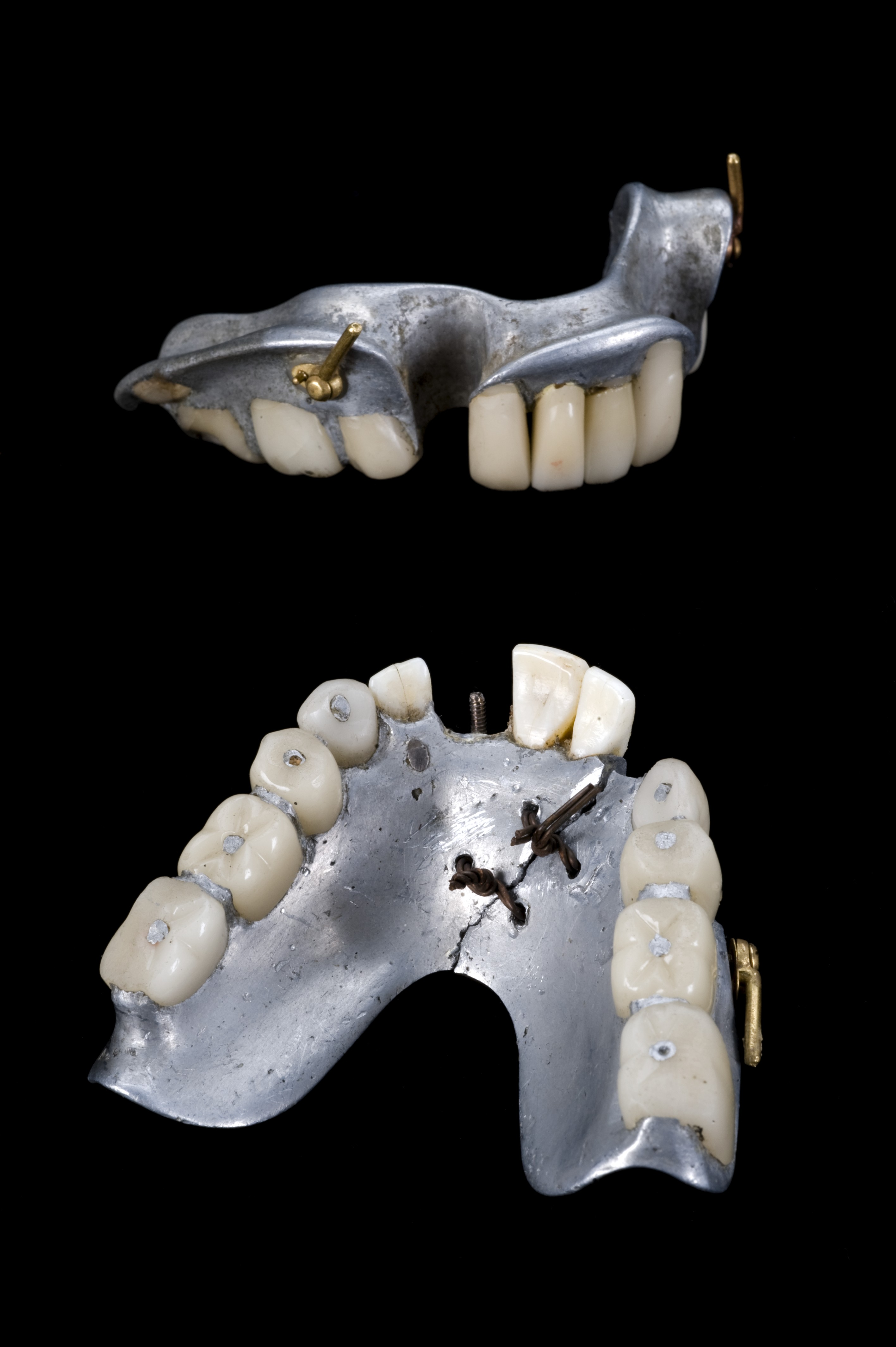
Ober- und Unterkiefer-Teilprothesen auf Aluminiumbasis, 1858–1880, Frontzähne sind Waterloo-Zähne, Backenzähne aus Porzellan

Im Mai 1869 beschrieb William N. Morrison die nach ihm benannte Ring-Deckel-Krone (Morrison crown) im Missouri Dental Journal. Diese Metallbandkronen, auch Bandhülsenkronen genannt, fanden breite Anwendung vor der Etablierung der Gusstechnologie. Hierzu wurde ein Band aus Gold dem zugeschliffenen Zahn ringförmig angepasst und verlötet. Die Kaufläche („Deckel“) wurde separat gegossen und anschließend mit dem Band verlötet. 1876 entwickelte Cassius M. Richmond aus San Francisco die nach ihm benannte Ringstiftkrone (Richmond crown), die auch eine Porzellanschale als Verblendung aufweisen konnte. 1907 erfand William H. Taggert eine Gussmaschine und eine Einbettmasse, die ein direkt modelliertes Gussobjekt in Metall mittels Wachsausschmelzverfahren (Lost-wax casting) und Gussverfahren mit verlorener Form überführen konnte. Die Gussobjekte besaßen eine bis dahin nicht gekannte Passgenauigkeit. Die so hergestellten Gusskronen fanden jedoch erst in den 1950er Jahren breite Anwendung.

### 20. Jahrhundert

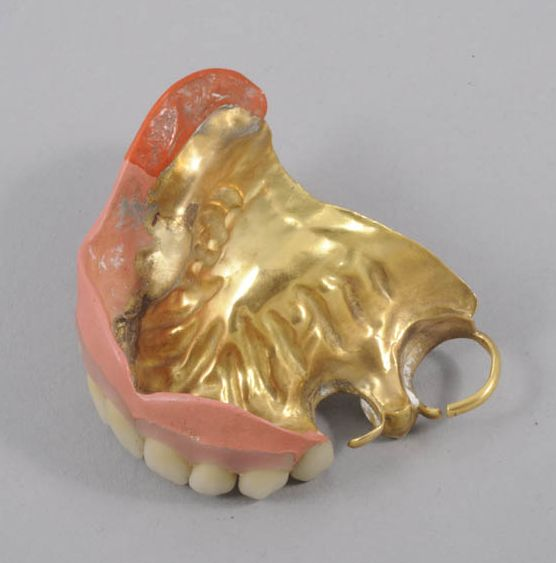
Oberkiefer-Teilprothese aus Gold. Sichtbare Zahnfleischanteile aus rosafarbenem Kautschuk, Zähne aus Porzellan (1. Hälfte des 20. Jahrhunderts)

Während des Zweiten Weltkrieges wurde die Produktionsmenge und der Wert des in den Vereinigten Staaten hergestellten und zum Teil exportierten Dentalgolds des Jahres 1917 auf Anfrage des Federal Reserve Board vom Bureau of the Census ermittelt und aufgelistet.
Nach zahlreichen Versuchen meldeten M. Weinstein, S. Katz und A. B. Weinstein 1952 in den USA als erste ein Patent für eine Aufbrennkeramik an, in der die Stabilität durch ein Metallgerüst (meist aus einer Gold-Platin-Legierung) unter der Keramik erzeugt wird, jedoch platzte diese noch oft ab. Der Wärmeausdehnungskoeffizient (WAK) von Metall und Keramik differierte stark beim Erkalten von der Brenntemperatur von 880 °C, was zu Spannungen führte. 1962 gelang es, den WAK zwischen Metall und Keramik anzugleichen und dadurch die Bruchgefahr erheblich zu reduzieren. Zeitgleich entwickelte die Firma Whip-Mix Corporation die phosphatgebundene Einbettmasse, mit der die ersten hochschmelzenden Gold-Platin-Legierungen von J. F. Jelenko Company und J. Aderer Company gegossen werden konnten, die als Gerüst für keramikverblendete Kronen (VMK-Kronen) dienen. Damit waren die seitdem weltweit eingesetzten VMK-Kronen und -Brücken geboren (Verbund-Metall-Keramik).
Ende des 19. Jahrhunderts entwickelte der US-Amerikaner Elwood Haynes eine Cobalt-Basis-Legierung (Ausgangspunkt für die Gruppe der Stellite), die er 1907 zum Patent anmeldete. Sie bildet die Grundlage der bis heute in der Zahnheilkunde verwendeten Chrom-Cobalt-Molybdän-Legierungen für Modellgussprothesen und für die Kronen- und Brückentechnik. In der Regel unterscheiden sich die aufbrennfähigen Cobalt-Chrom-Legierungen von den Modellguss-Legierungen durch das Zulegieren von Wolfram. Eine der ersten Cobalt-Chrom-Legierungen, die mit den niedrigschmelzenden und hochexpandierenden Keramiken verblendet werden kann, entwickelte die Bremer Goldschlägerei BEGO im Jahre 1999.
William J. Buehler und Frederick Wang untersuchten den ersten Nickel-Titan-Bogen 1963, dieser bekam den Namen Nitinol, welcher ein Akronym für Nickel Titan Naval Ordonance Laboratory ist. Die Erstentdeckung der Formgedächtnislegierungen geht auf die 20er Jahre zurück, jedoch geriet diese Entdeckung zunächst wieder in Vergessenheit. Erst 1971 wurde dieser neue Werkstoff durch Andreasen und Hillemann in die Kieferorthopädie eingeführt. Hierbei handelte es sich um eine kaltverfestigte Nickel-Titan-Legierung, welche bei Mundtemperatur als Martensit vorliegt und eine Umwandlungstemperatur von über 100 °C aufweist.

## Metalllegierungen
Bei Dentallegierungen unterscheidet man Edelmetall-Legierungen (EM; Gold, Silber, Palladium oder Platin) und Nichtedelmetall-Legierungen (NEM; Cobalt, Eisen, Nickel, Kupfer, Chrom, Molybdän, Titan, Wolfram, Zinn, Zink, Rhenium, Indium, Gallium, Tantal, Bor, Iridium, Mangan, Ruthenium, Silicium, Yttrium oder Rhodium). Innerhalb dieser Gruppen wird nach dem jeweiligen Hauptbestandteil differenziert. Es sind über 1400 Dentallegierungen in Deutschland zugelassen (Stand: 2009).

### Edelmetalllegierungen

#### Dentalgold

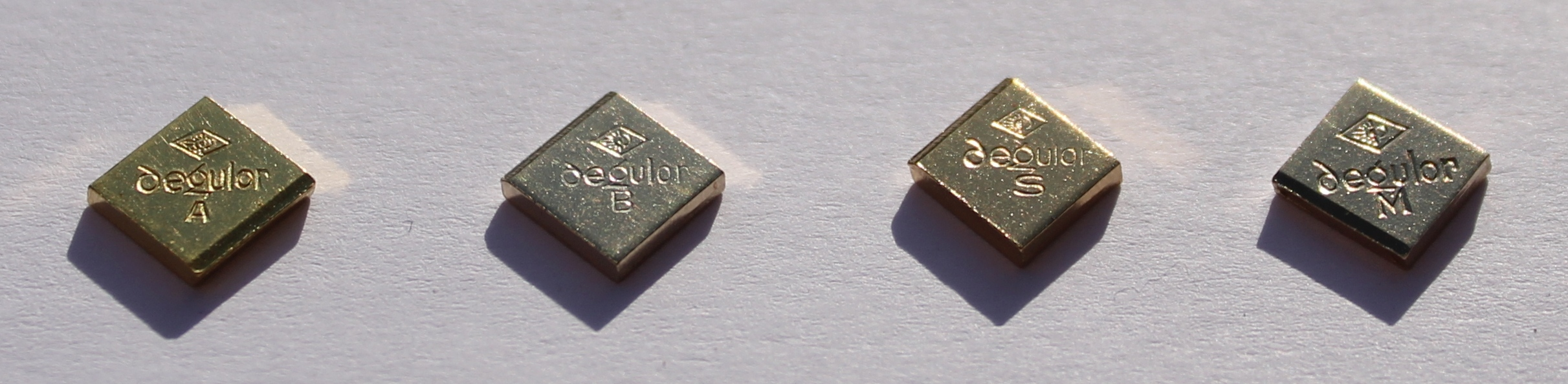
Farbvarianten von verschiedenen Dentalgold-Legierungen in Plättchenform von jeweils einem Gramm

Dentalgold, d. h. Dentalgoldlegierungen (auch in der Schreibweise „Dental-Goldlegierungen“), umgangssprachlich „Zahngold“, oder Goldgusslegierungen, sind Legierungen, die hauptsächlich aus Gold und zusätzlich weiteren Metallen bestehen und in der Zahntechnik zur Ausführung von Inlays, Teilprothesen oder teilweise auch ganzen Zähnen verarbeitet werden. Kommerziell wird Dentalgold dafür in Plattenform („Kronenblech“, Dicke etwa 0,25 mm) oder als Plättchen (Dicke etwa 1 bis 2 mm bei einem Gewicht von etwa 1 g) angeboten.
In Deutschland gibt es etwa 30 Hersteller und Anbieter von Goldgusslegierungen.

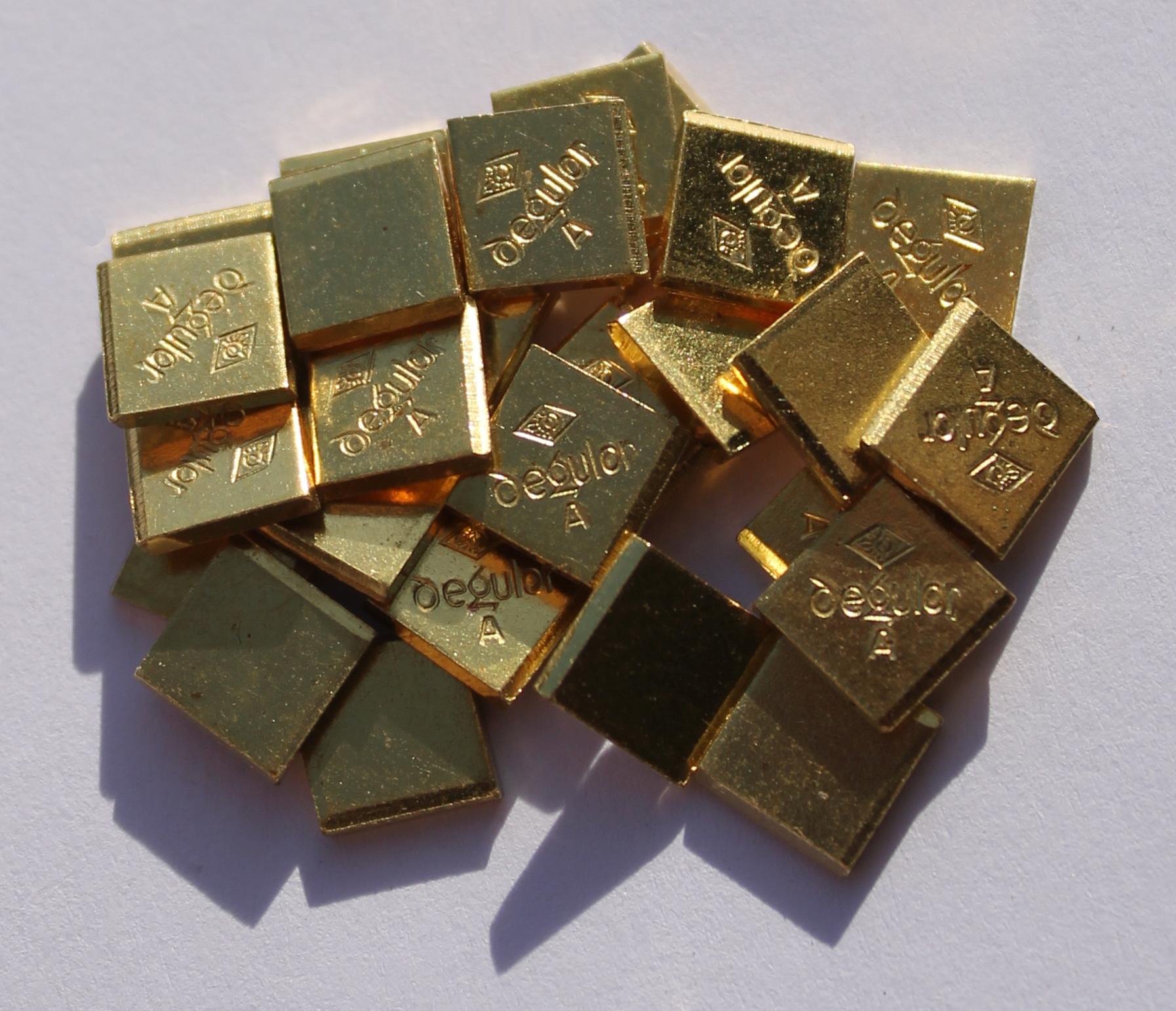
Dentalgold-Plättchen (Kantenlänge: ~ 6 mm; Gewicht: ~ 1 g)
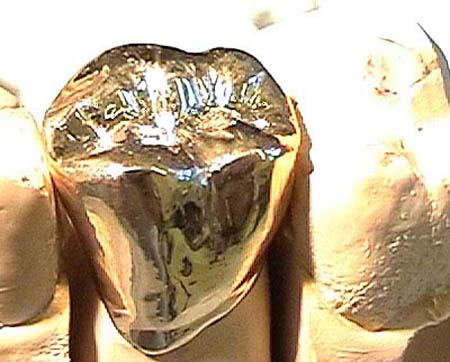
Goldkrone
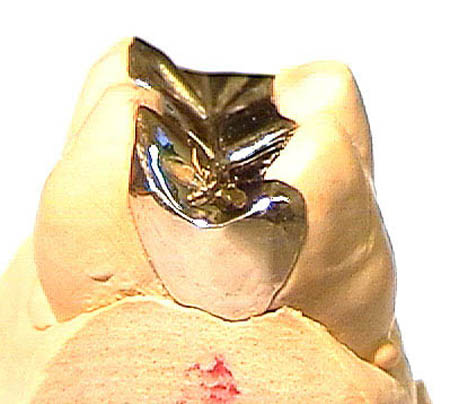
Goldfüllung (Goldinlay)

##### Chemische Zusammensetzung und physikalische Eigenschaften
Durch ihre definierte Zusammensetzung zeichnen sich unterschiedliche Dentalgoldlegierungen von durch verschiedene physikalische Eigenschaften wie beispielsweise Härte und Schmelzpunkt sowie durch unterschiedliche Farbe aus. Die folgenden beiden Tabellen mit den Daten von fünf verschiedenen Legierungen erlauben einen exemplarischen Vergleich von chemischer Zusammensetzung und physikalischen Eigenschaften.
| Legierung  | Gold (%) | Silber (%) | Platin (%) | Palladium (%) | Kupfer (%) | Zink (%) |
| ---------- | -------- | ---------- | ---------- | ------------- | ---------- | -------- |
| Degulor A  | 87,5     | 11,5       | -          | 1,0           | -          | -        |
| Degulor B  | 75,7     | 15,0       | 1,4        | 3.3           | 4,1        | 0,4      |
| Degulor S  | 79,3     | 12,3       | 0,3        | 1,6           | 5,5        | 1,0      |
| Degulor M  | 70,0     | 13,5       | 4,4        | 2,0           | 4,1        | 1,2      |
| Degulor MO | 65,5     | 14,0       | 8,9        | 1,0           | 10,0       | 0,5      |

Physikalische Eigenschaften von Dentalgoldlegierungen
| Legierung | Schmelzbereich °C | Brinellhärte kg/mm² | Reißfestigkeit kg/mm² | Fließgrenze kg/mm² | Dehnung % | Spez. Gewicht | Härte       |
| --------- | ----------------- | ------------------- | --------------------- | ------------------ | --------- | ------------- | ----------- |
| Degulor A | 990–1080          | 58                  | 30                    | 12                 | 36        | 17,4          | extra weich |
| Degulor B | 960–1040          | 82                  | 41                    | 21                 | 36        | 16,1          | weich       |
| Degulor S | 910–990           | 80                  | 39                    | 20                 | 42        | 16,0          | weich       |
| Degulor C | 860–920           | 115                 | 49                    | 30                 | 43        | 15,6          | mittelhart  |
| Degulor M | 900–970           | 145                 | 59                    | 38                 | 34        | 15,7          | hart        |

##### Dentalgold als Tauschwährung
Dentalgold in Form von 1 g schweren, kleinen Plättchen ist auch als Zahlungsmittel in schweren Krisenzeiten (Staatsbankrott, Hyperinflation) geeignet, da diese sich als Zahlungsmittel im Tauschhandel oder als Ersatzwährung für den täglichen Bedarf besser eignen, als Goldbarren, die sich kaum in kleine Portionen aufteilen lassen. Dentalgoldlegierungen mit einem hohen Feingoldgehalt (z. B. BIOcclus: etwa Gold/Platin-Gruppenmetalle 88,2 %) sind dafür besonders geeignet. Ein Plättchen entspräche derzeit etwa einem (theoretischen) Materialwert von etwa 37.- € (bei einem Verkaufspreis von 58,60 €), der jedoch in den genannten Krisenfällen stark ansteigen dürfte.

### Aufbrennlegierung
Werden Dentallegierungen für Metall-Keramik-Verblendungen eingesetzt (VMK, Verbundmetallkeramik; keramikverkleidete Zahnkronen), so werden noch Haftoxide bildende Metalle wie Zink, Indium oder Zinn in Konzentrationen von 0,5 bis 2 % zugesetzt, um ein gutes Anbinden der Keramik an die Trägerlegierung zu gewährleisten. Der Kupfergehalt ist gering oder fehlt. Wesentlich ist auch ein mit dem keramischen Material abgestimmter Wärmeausdehnungskoeffizient der Legierung.

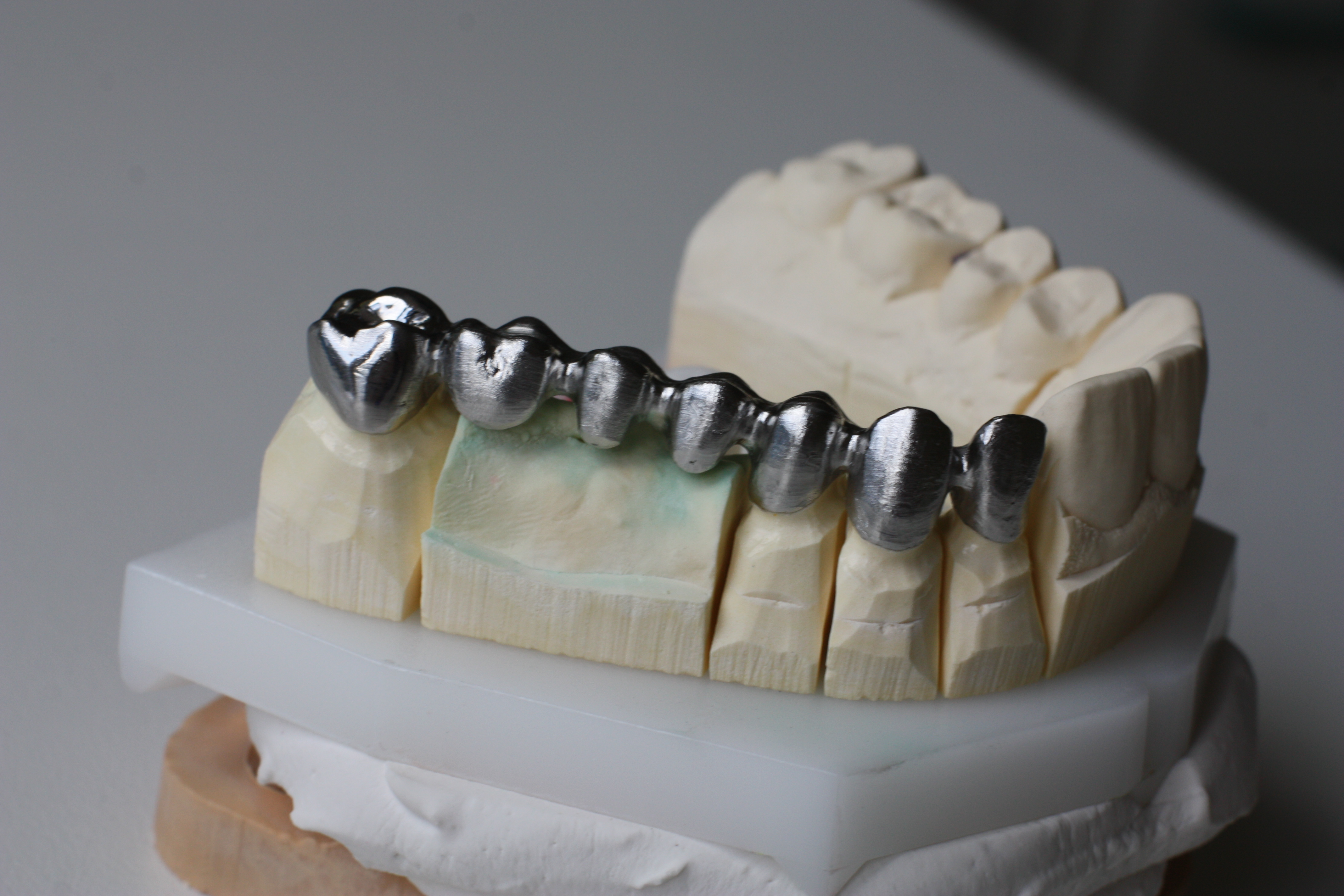
Brückengerüst aus einer Aufbrennlegierung
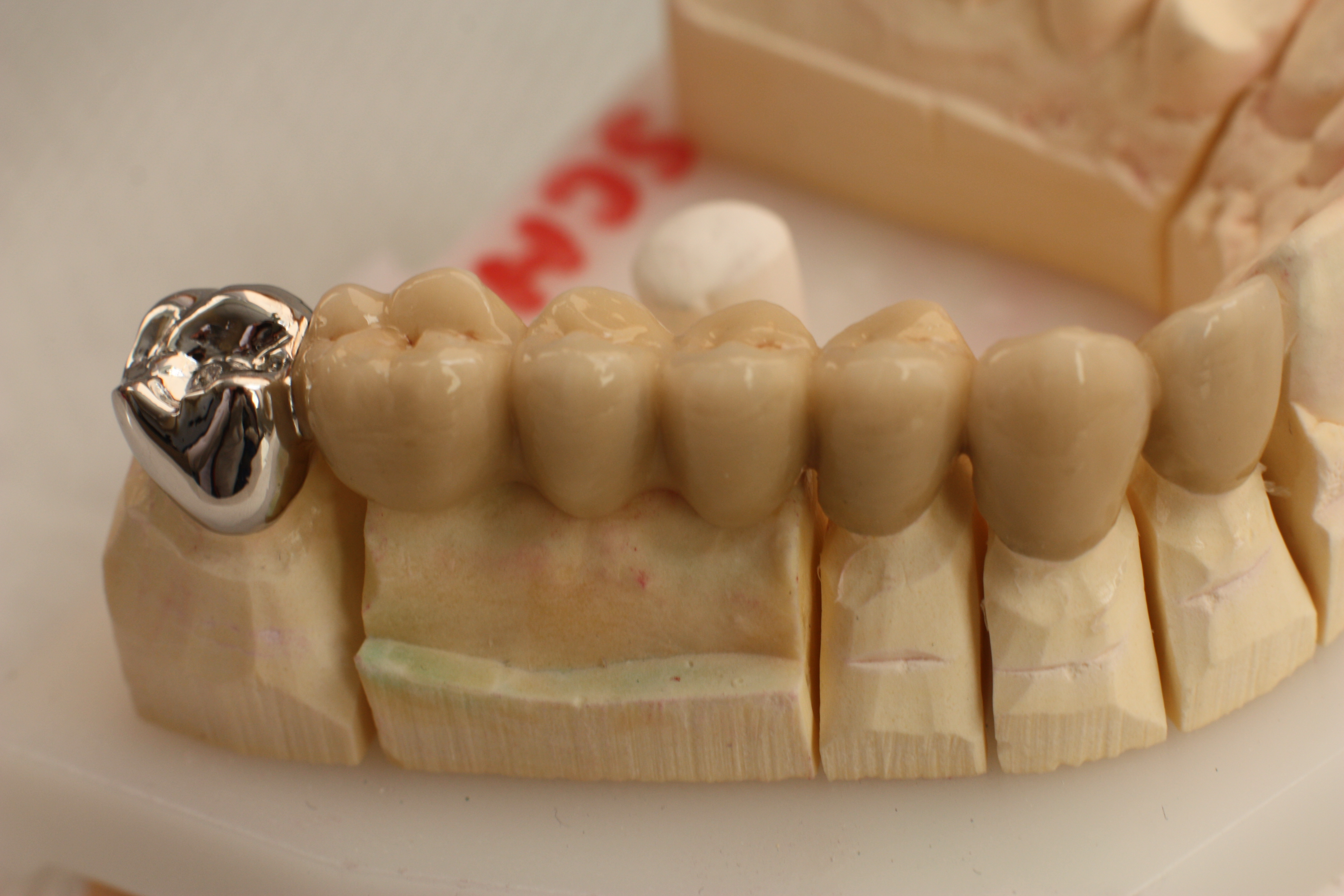
Keramikverblendete Brücke

### Implantat

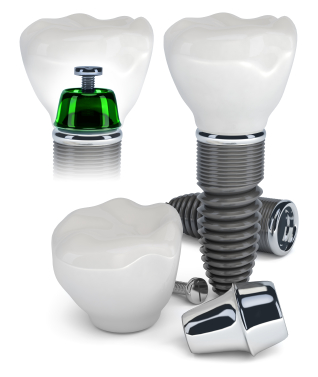
Zahnimplantat aus Titan

Implantate werden aus Titan- oder Tantallegierungen, Cobalt-Chrom- oder Cobalt-Chrom-Nickel-Legierungen, aber auch aus Zirkonium hergestellt. Der „Goldstandard“ sind derzeit nach wie vor Titanlegierungen.

#### Modellgussprothese

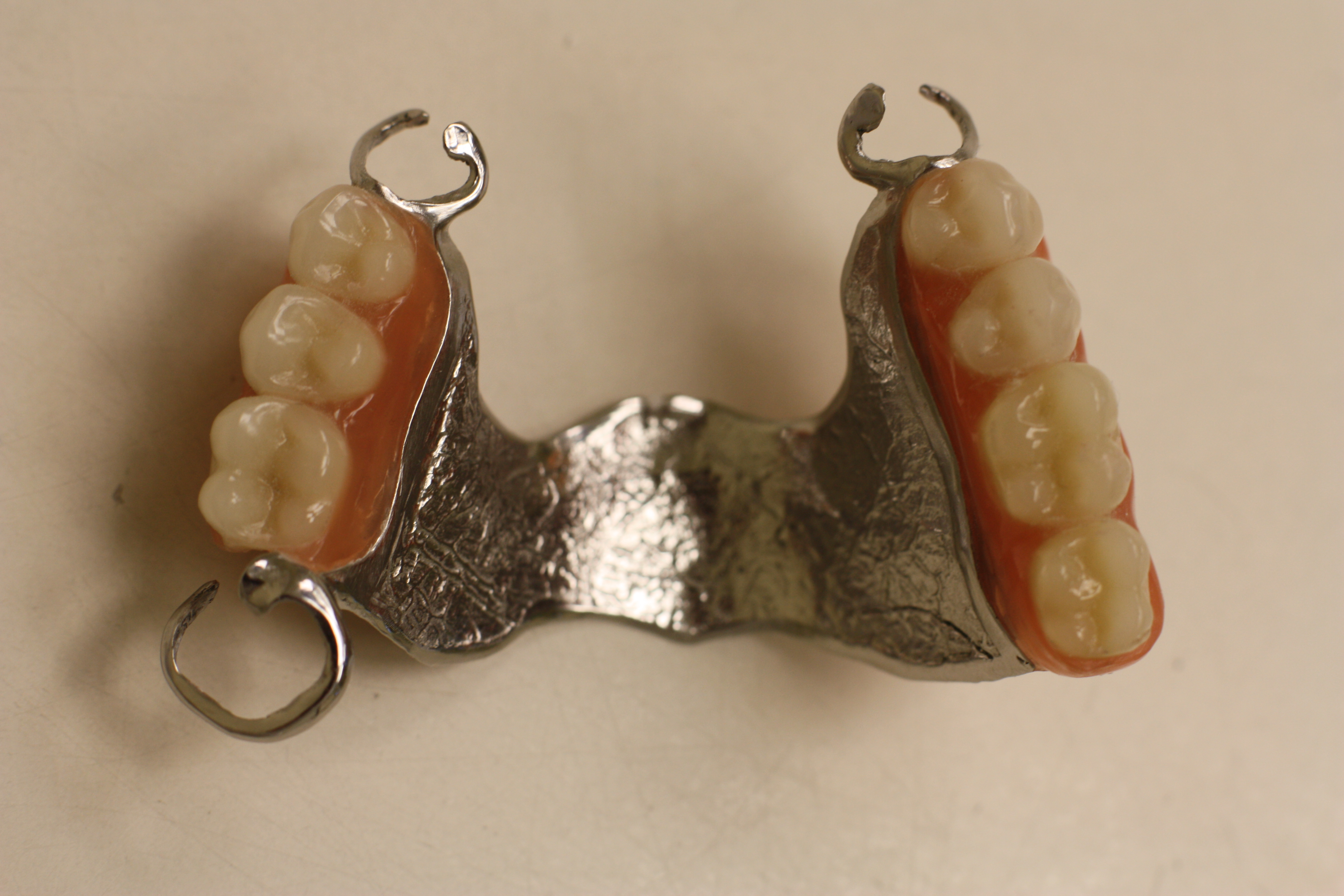
Teilprothese im Oberkiefer, Gerüst aus einer Chrom-Cobalt-Molybdän-Legierung

Eine Modellgussprothese ist eine kostengünstige, ästhetisch eher unbefriedigende Teilprothese. Ihr Metallgerüst (einschließlich der Halte- und Stützelemente – sogenannten Klammern) wird aus einer Chrom-Cobalt-Molybdän-Legierung, die aus 65 % Co, 30 % Cr und 5 % Mo besteht, in einem Stück gegossen. Auf diesem sehr stabilen Gerüst werden die Prothesensättel mit den künstlichen Zähnen befestigt.

### Galvanotechnik
Mit der Galvanotechnik kann in der Zahntechnik Zahnersatz hergestellt werden, der aus dünnen Goldkappen besteht und mit Keramik verblendet wird. Durch den elektrochemischen Prozess werden selbsttragende Metallgerüste aus Gold hergestellt. Beim Auro-Galvano-Crown-Verfahren (AGC) wird im zahntechnischen Laboratorium auf die mit Silberpulver vorbereiteten Zahnstümpfe eine Goldschicht von ca. 200 µm abgeschieden. Die Gerüste haben eine Reinheit von 99,99 % Gold. Die Galvanotechnik eignet sich für die Herstellung von Einzelkronen, Prothesenbasis, keramisch verblendete Teilkronen und Einlagefüllungen (Inlays/Onlays), Teleskopkronen, Zahnbrücken für den Ersatz von einem Zahn und Zahnimplantat-Suprastrukturen.

### Nichtedelmetalllegierungen

#### Lot
DIN EN ISO 4063 definiert Löten als ein thermisches Verfahren zum stoffschlüssigen Fügen oder Beschichten von Werkstoffen, wobei eine flüssige Phase durch Schmelzen eines Lotes oder durch Diffusion an den Grenzflächen entsteht. Die Solidustemperatur der Grundwerkstoffe wird dabei nicht erreicht. In DIN 13928 werden die Anforderungen und Prüfmethoden festgeschrieben, denen die Lote für die Zahntechnik selbst und in Kombination verschiedener Dentallegierungen mindestens genügen müssen. Sie unterscheiden sich vor allem im Schmelzintervall, das vom Anwendungszeitpunkt abhängen kann (z. B. vor oder nach dem Keramikbrand). Sie müssen ferner nach den zu verlötenden Legierungen bestimmt werden.
Die einzelnen Legierungesbestandteile der Lote sind in folgende Anwendungsgebiete unterteilt:
- Goldgusslegierungen:
  - Gold, Silber, Kupfer, Zink und Platinmetalle.
- Goldreduzierte Gusslegierungen:
  - Gold, Silber, Kupfer, Indium, Zink und Platinmetalle.
- Kupferfreie Gold-Gusslegierungen:
  - Gold, Silber, Zink und Platinmetalle.
- Silber-Palladium-Gold-Gusslegierungen:
  - Silber, Kupfer, Gold, Indium, Zink und Platinmetalle.
- Aufbrennlegierungen:
  - Gold, Palladium, Kupfer, Indium, Zink.
- sog. Stahlgoldlote für Kombinationslötungen EM/Co-Cr-Mo:
  - Gold, Nickel und Zink als Vorlote.
  - Gold, Silber, Kupfer, Indium, Mangan und Platinmetalle als Hauptlot.
- Nichtedelmetalllegierungen:
  - Nickel, Chrom, Molybdän und Eisen als hochschmelzendes Lot.
  - Gold, Silber, Nickel, Zink und Kupfer als niederschmelzendes Lot.

#### Amalgam

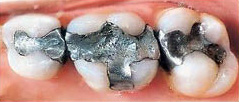
Alte γ2-enthaltende Amalgamfüllungen

Für Zahnfüllungen werden γ2-freie Amalgame eingesetzt, die durch Mischen von Quecksilber mit Spänen aus Vorlegierungen hergestellt werden. Die Vorlegierungen bestehen aus 40 bis 70 % Silber, 10 bis 30 % Kupfer, der Rest aus Zinn, geringen Gehalten an Edelmetallen oder Zink. Durch das Vermischen bilden sich Ag3Hg4 und Cu6Sn5. Amalgame, die vor 1970 verwendet wurden, hatten einen hohen Silbergehalt und enthielten wenig Kupfer. Beim Aushärten dieser Amalgame bildet sich Sn8Hg, die γ2-Phase, die zur Korrosion neigte. Diese führte zu einer dunklen Verfärbung der Füllung.

#### Kieferorthopädie

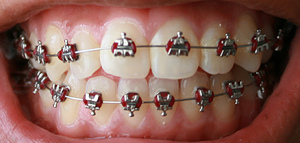
Kieferorthopädische Brackets mit eingegliedertem Bogen

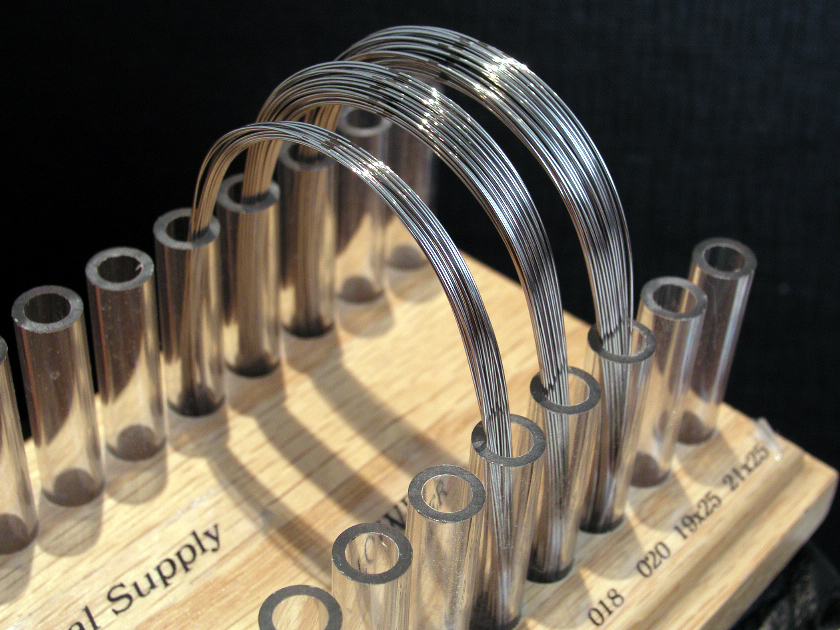
Kieferorthopädische Bögen

Kieferorthopädische Bogendrähte werden aus mehreren Legierungen hergestellt, am häufigsten aus rostfreiem Stahl, einer Nickel-Titan-Legierung (NiTi) oder einer Beta-Titan-Legierung, die hauptsächlich aus Titan und Molybdän besteht.